# 安德魯·傑梅爾
安德魯·傑梅爾（英語：Andrew Gemmell；1991年2月20日—）是一位美國游泳運動員。他擅長長距離自由泳項目。在2011年世界游泳錦標賽上，他獲得5公里長距離自由泳的金牌。